# Bela Vista de Minas
Bela Vista de Minas este un oraș în unitatea federativă Minas Gerais (MG), Brazilia.